# Carlo Russolillo
Carlo Russolillo (Genova, 17 marzo 1957) è un ex pugile italiano, olimpionico a Mosca 1980 nei pesi leggeri.

## Carriera
Carlo Russolillo ha combattuto esclusivamente tra i dilettanti. Nel 1976 a Torino vince la medaglia d’argento ai Campionati Italiani nei pesi piuma costretto ad arrendersi in finale al futuro Campione del Mondo dei superleggeri Patrizio Oliva. Passato ai pesi leggeri, si rifà nel 1979 a Fano e nel 1980 a Terracina, vincendo la medaglia d’oro e laureandosi entrambe le volte Campione d’Italia. 
Nel frattempo, nel 1979, ancora nei pesi piuma, disputa degli ottimi Campionati europei, vincendo la medaglia di bronzo a Colonia. Lo stesso anno, nei pesi leggeri, è medaglia d'argento ai Giochi del Mediterraneo, tenutisi a Spalato.
Russolillo fa parte della spedizione italiana ai Giochi della XXII Olimpiade di Mosca del 1980 ma, al primo turno, si trova di fronte all'insormontabile ostacolo del fuoriclasse cubano Ángel Herrera che lo batte ai punti con verdetto unanime (5:0) .
Ai Campionati europei di pugilato dilettanti 1981, tenutisi a Tampere, migliora il risultato di due anni prima, vincendo la medaglia d'argento nei pesi leggeri. Si arrende soltanto in finale al sovietico Viktor Rybakov, campione uscente e già argento a Mosca, dopo aver battuto, nell’ordine, l’irlandese Larkin, lo svedese Alanenpaa e il francese Geoffroy.  
Nel 1982 rappresenta l'Italia ai Campionati mondiali di pugilato dilettanti, a Monaco di Baviera. Raggiunge i quarti di finale battendo lo svedese Lothander e lo spagnolo Hernando, poi è messo KO dal rumeno Viorel Ioana.
Vince ancora una medaglia d'argento agli Europei di Varna del 1983. Perde solo in finale ai punti dal pugile di casa Emil Chuprenski, dopo aver sconfitto, nell'ordine, lo svedese Sjoestrand, il tedesco dell'Ovest Gies e il cecoslovacco Tibor Puha, sempre ai punti. Poi si ritira dal pugilato agonistico senza passare al professionismo.